# 61 Eskadra Liniowa

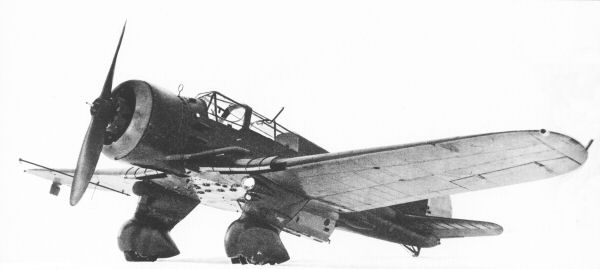
PZL.23 Karaś - samolot eskadry

61 eskadra liniowa – pododdział lotnictwa Wojska Polskiego w II Rzeczypospolitej.

## Historia
Na podstawie rozkazu nr 7 dowódcy 6 pułku lotniczego z 10 lipca 1925 roku został sformowany II dywizjon lotniczy, w skład którego weszła 63 eskadra lotnicza. 15 czerwca 1926 roku pododdział został przemianowany na 61 eskadrę lotniczą. 
W sierpniu 1928 roku huragan zniszczył dziesięć samolotów Potez XV i dwa samoloty Hanriot H.19.
W 1929 roku pododdział został przemianowany na 61 eskadrę liniową. W 1930 roku eskadra została przezbrojona w samoloty Potez XXV, a w 1938 roku w samoloty PZL.23 Karaś. W marcu 1939 roku eskadra została rozwiązana, a jej personel zasilił częściowo eskadry II/6 dywizjonu oraz eskadry towarzyszące 6 pułku lotniczego.

## Żołnierze eskadry
| Stopień, imię i nazwisko           | Okres pełnienia służby |
| ---------------------------------- | ---------------------- |
| kpt. pil. Tadeusz Jarina           | od 24 X 1925           |
| kpt. pil. Jerzy Rokossowski        | od 16 XII 1926         |
| wz. por. pil. Alojzy Błażyński     | 1926 – 1930            |
| wz. por. pil. Stefan Skulski       | 1926 – 1930            |
| kpt. pil. obs. Józef Wojciechowski | od 1930                |
| kpt. obs. Jan Gac                  | od 1931                |
| kpt. obs. Mieczysław Lisiewicz     | od 1932                |
| kpt. obs. Marceli Pustelniak       | od 2 VIII 1932         |
| kpt. pil. obs. Józef Wojciechowski | od II 1933             |
| kpt. obs. Wacław Wolski            | 2 – 6 VIII 1936        |
| kpt. pil. Stefan Massalski         | od 19 III 1938         |

| Stanowisko        | Stopień, imię i nazwisko      |
| ----------------- | ----------------------------- |
| dowódca           | kpt. Stefan Massalski         |
| oficer taktyczny  | por. Stefan Sznidel           |
| oficer techniczny | ppor. Tadeusz Piotr Hajduczek |
| obserwator        | por. Józef Zawadzki (Smazych) |
| obserwator        | por. Władysław Schöffer       |
| obserwator        | por. Wacław Budkiewicz        |

## Wypadki lotnicze
W okresie funkcjonowania eskadry miały miejsce następujące wypadki lotnicze zakończone obrażeniami lub śmiercią pilota:
- W 1927 podczas ćwiczeń na lotnisku w Tarnopolu kpt. pil. Jerzy Rokossowski i por. obs. Ignacy Cugier uszkodzili samolot Potez XV, a sami odnieśli lekkie obrażenia.
- W tym samym roku w Haliczu sierż. pil. Edward Jachtholz i pchor. obs. Pionka rozbili samolot, a sami odnieśli ciężkie obrażenia.
- 17 marca 1928 roku pod Żółkwią wykonując zadania fotografii powietrznej zginęli plut. pil. Stanisław Szydłowski i ppor. obs. Mieczysław Kiernożycki.
- 28 października 1928 podczas zrzucania meldunku, samolot zawadził o drzewo, zginął kpr. pil. Wiktor Brążert, natomiast obserwator ppor. Ludwik Wojnarowicz wskutek odniesionych ran zmarł w szpitalu 11 listopada.
- 22 sierpnia 1933 wyskakując z samolotu, który leciał na niskiej wysokości zginął ppor. obs. Mirosław Zięba. Pilot sierż. Edward Biesiadowski wylądował na lotnisku nie uszkadzając samolotu.